# (11921) Mitamasahiro
(11921) Mitamasahiro (1992 UN3) – planetoida z pasa głównego asteroid okrążająca Słońce w ciągu 4,42 lat w średniej odległości 2,69 j.a. Odkryta 26 października 1992 roku.